# 杉浦友紀
杉浦友紀（日语：杉浦友紀，1983年5月14日—）出生于爱知县冈崎市，是日本NHK的主持人。

## 简介

### 学生时代
杉浦友纪出生于爱知县冈崎市，他的父亲曾经在美国加利福尼亚州的旧金山等城市生活。
杉浦友纪在南山国際高等学校毕业， 考入上智大學文学部新文学系，2003年毕业。

### 职业生涯
2006年，杉浦友纪进入NHK电视台工作，被分配到福冈工作。
2011年，杉浦友纪担任微波数字电视推进大使。
2012年3月至今，杉浦友纪担任《早安日本》节目主持人。